# London Zoo

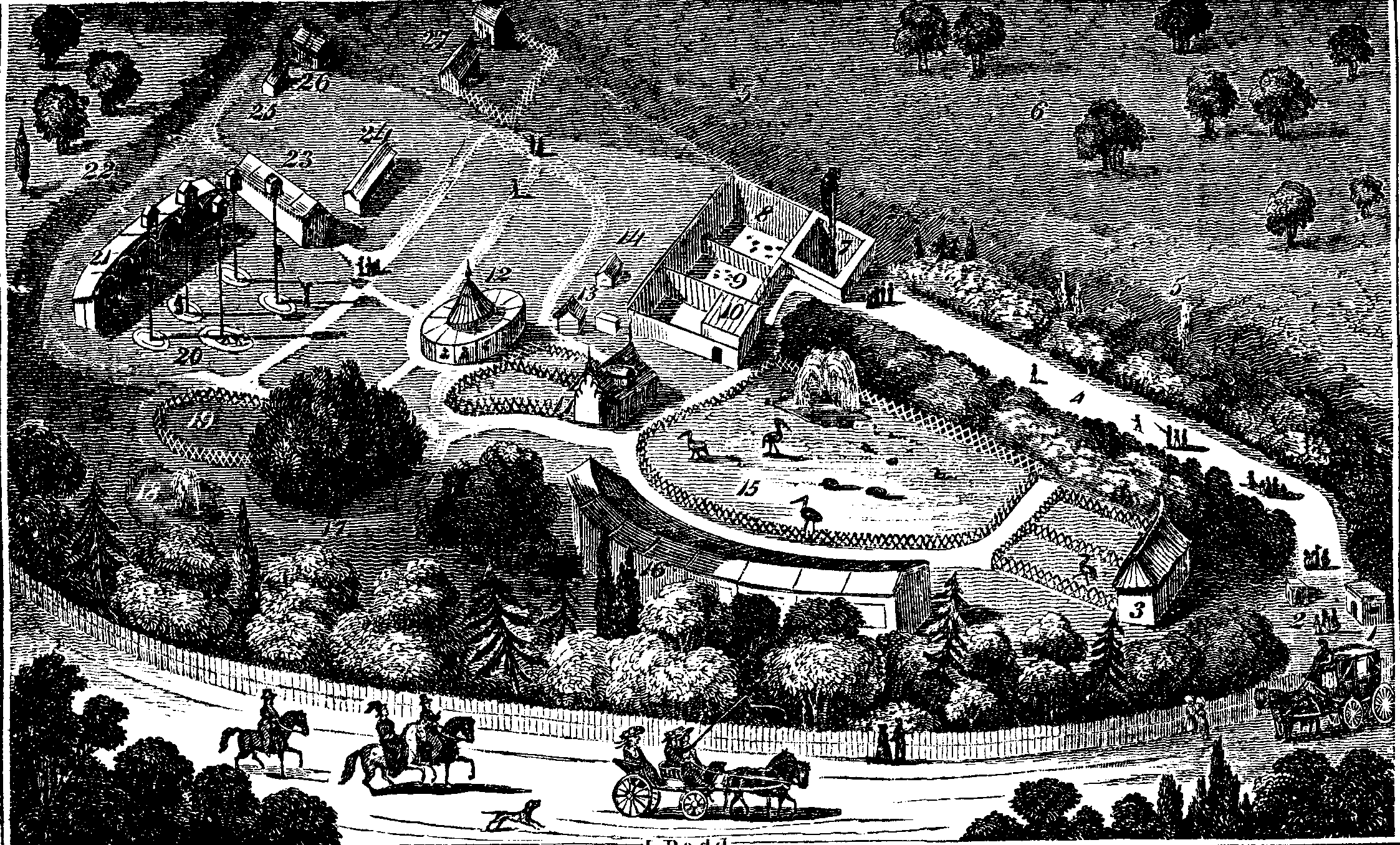
London Zoo i fågelperspektiv, omkring 1828.

London Zoo är en djurpark i London. Den öppnades 27 april 1828 i vetenskapligt syfte, men öppnades för allmänheten 1847. Det styrs av Zoological Society of London och ligger i norra delen av Regent's Park.
I parken finns sammanlagt cirka 17 000 individer som representerar cirka 750 djurarter.

## Djur
Några arter som finns i djurparken är Västlig låglandsgorilla, Sumatratiger, Asiatiskt lejon, Jättemyrslok, Dvärgflodhäst, Tocotukan, Större flamingo, Humboldtpingvin, Komodovaran, Galapagossköldpadda, Giraff, Ren, Hökuggla och mer. Det finns flera aviarier, ett akvarium, ett reptilhus, ett dagfjärilshus och en inomhusregnskog.

### Kända individer
London Zoo har genom åren haft många välkända djur, både vetenskapligt intressanta och dem som var älskade av besökarna. På 1860-talet hade de ett exemplar av den nu utdöda kvaggan. De enda foton som finns av en levande kvagga togs i London Zoo. Det sista vilda exemplaret dödades omkring år 1870 i södra Afrika. Parken hade också några exemplar av den nu utdöda pungvargen (thylacine) även kallad tasmansk tiger.
Den första flodhästen i Europa sedan romartiden var Obaysch som skänktes till London Zoo på våren år 1850 av kediven i Egypten i utbyte mot några jakthundar.
Björnen Winnipeg (Winnie) var en Svartbjörn (Ursus americanus) från provinsen Ontario i Kanada som skänktes till djurparken år 1914. När A. A. Milne besökte London Zoo med sin son Christopher Robin blev pojken så förtjust i björnen att Milne skrev de berömda Nalle Puhböckerna till honom.
Elefanten Jumbo bodde på London Zoo mellan 1865 och 1882 då han såldes till P.T. Barnum.

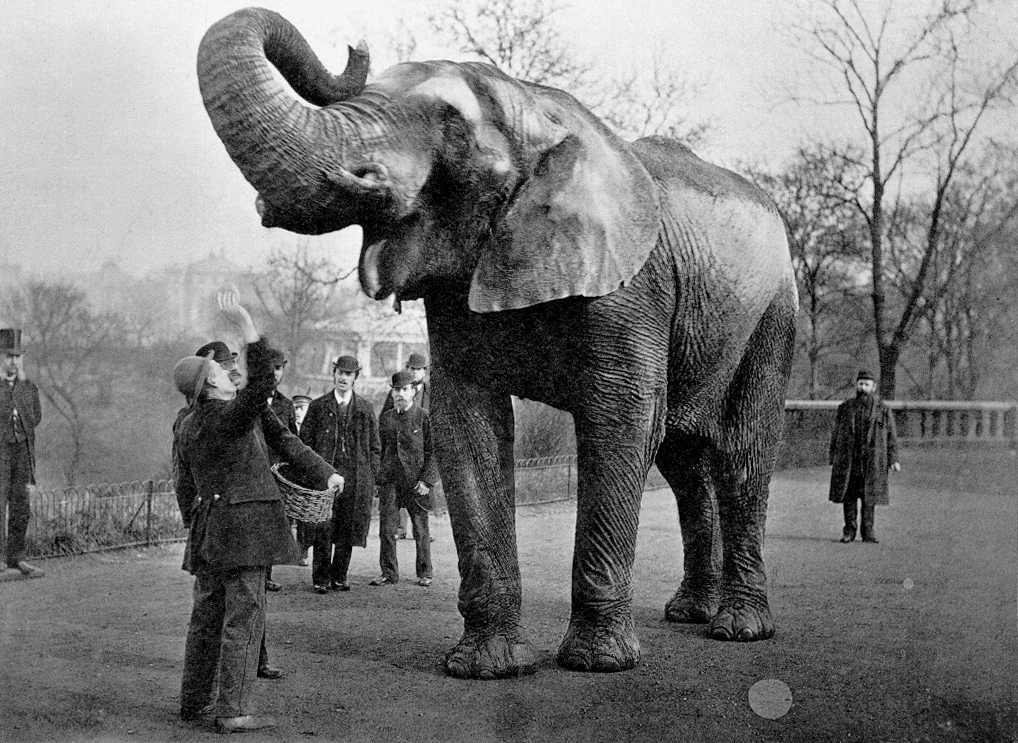
Jumbo och skötaren Matthew Scott, kring 1882
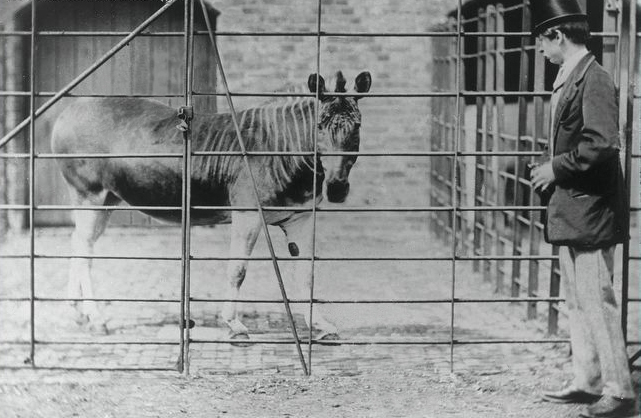
Foto av en kvagga i London Zoo, före 1870
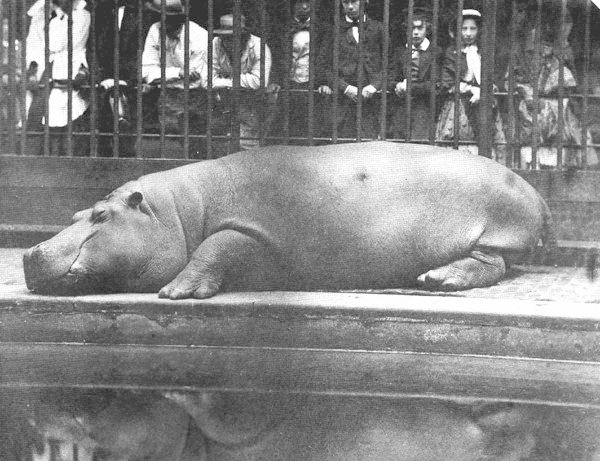
Obaysch på London Zoo, 1852